# Gildas Lepetit-Castel
Pour les articles homonymes, voir Lepetit.
Gildas Lepetit-Castel, né à Croix le 18 décembre 1979, est un photographe et éditeur français.

## Biographie
Après avoir effectué un DEA en histoire et analyse de la photographie à l'Université Lille-III, il enseigne plusieurs années à l’École des Métiers d'Art d'Arras (Pas-de-Calais).
Parallèlement à son activité de photographe, il a publié 14 monographies depuis 2006 et a également contribué à développer un réseau de photographes amateurs en les publiant via l'association GLC éditions dont il est le directeur artistique.
Présentement, il anime toujours des cours, workshops, conférences, expositions basés sur son expertise et ses travaux artistiques.

## Technique
Gildas Lepetit-Castel travaille principalement avec des objectifs de 50 mm de focale montés sur un reflex argentique. Il utilise également des appareils demi-format tels que l'Olympus Pen EE.  
La majeure partie de ses travaux concerne la photographie de rue.

## Publications
Il a entre autres auto-édité :
- Un an, Arras, 2007 (préfacé par Bernard Plossu).
- Just Click !, 2008 (préfacé par Miam Monster Miam).
- Précipitées, 2009 (préfacé par Gildas Lepetit-Castel).
- Take Away, 2009 (préfacé par Dominic Ockenden).
- Motion Pictures, 2011.
- A., 2011.
- Subtitles, 2012.
- Colorblind, 2014 (livre + court-métrage inclus).
- C'était si beau, 2016.
- Naked Notes, 2016
- SQ17, 2017.
- Ce cœur sous mes paupières, 2019.

Par ailleurs, il est connu pour ses guides techniques photo publiés aux Éditions Eyrolles :
- Carnet de photographes - Photo de rue, Paris, Eyrolles, coll. « Secrets de photographes », 2015, 96 p. (ISBN 978-2-212-14346-1).
- Concevoir son livre de photographie : editing-mise en pages-impression, Paris, Eyrolles, 2021 (1re éd. 2012), 200 p. (ISBN 978-2-416-00449-0).
- Les secrets de la photo de rue : approche-pratique-editing, Paris, Eyrolles, coll. « Secrets de photographes », 2022 (1re éd. 2015), 240 p. (ISBN 978-2-416-00556-5).
- Les secrets de la photo argentique, Paris, Eyrolles, 2021 (1re éd. 2016), 224 p. (ISBN 978-2-416-00291-5).
- L'inspiration en photographie, Paris, Eyrolles, 2018, 132 p. (ISBN 978-2-212-67708-9).